# 克里夫蘭街車站
克里夫蘭街車站（英語：Cleveland Street station），舊稱「克里夫蘭大道車站」（英語：Cleveland Avenue station），是美國紐約地鐵BMT牙買加線的一個隔站停靠的地鐵站，位於布魯克林，設有J線（任何時候停站）列車服務。Z線列車營運時通過此站不停靠。

## 車站結構
| P 月台層 | 南行               | 往寬街（繁忙時段阿拉巴馬大道、其餘時段凡希克凌大道） · 不停靠             |
| P 月台層 | 島式月台，左側開門 |                                                                           |
| P 月台層 | 北行               | 往牙買加中心-帕森斯/射手（繁忙時段克雷森街、其餘時段諾伍德大道） · 不停靠 |
| M        | 夾層               | 閘機、車站詢問處                                                          |
| G        | 街道層             | 出入口                                                                    |

此車站設有一個島式月台和兩條軌道。
此高架車站起初在1893年5月30日興建，作為布魯克林聯合高架鐵路萊辛頓大道高架鐵路塞普雷斯山延伸段的首個車站，蓋茲大道以東與百老匯高架鐵路共用。 自從1950年起完全由牙買加線使用。

## 外部連結
维基共享资源上的相關多媒體資源：克里夫蘭街車站
- nycsubway.org—BMT Jamaica Line: Cleveland Street
- Station Reporter — J Train
- The Subway Nut — Cleveland Street Pictures （页面存档备份，存于）
- MTA's Arts For Transit — Cleveland Street (BMT Jamaica Line)
- Cleveland Street entrance from Google Maps Street View
- Platform from Google Maps Street View